# Monument Julien Dillens
Le Monument Julien Dillens est une statue érigée au square de Meeûs à Bruxelles à la mémoire de Julien Dillens (Juliaan Dillens) (1849-1904), sculpteur belge de la deuxième moitié du XIXe siècle.

## Historique
Après la mort du sculpteur Julien Dillens, un comité, présidé par l'ancien bourgmestre de Bruxelles Charles Buls (Karel Buls), prend l'initiative d'une souscription et obtient le soutien du gouvernement belge et de la Ville de Bruxelles.
Le monument est conçu par l'architecte Acker (pour le piédestal), par le sculpteur Jules Lagae (pour le médaillon de Dillens) et par Gustave Dillens, le frère de Julien (pour les éléments décoratifs).
Il est inauguré le 19 juillet 1909 dans le square nord de la place de l'Industrie (ancien nom du square de Meeûs) par le Comité du monument et son président Charles Buls en présence du bourgmestre Émile De Mot, successeur de Charles Buls, de représentants des autorités, d'artistes et de représentants de la famille Dillens.
Lors de la cérémonie, la mémoire de l'artiste disparu est saluée par trois discours prononcés respectivement par Charles Buls, par le professeur Jean De Mot (au nom du corps professoral de l'Académie royale des beaux-arts de Bruxelles) et par Émile De Mot.

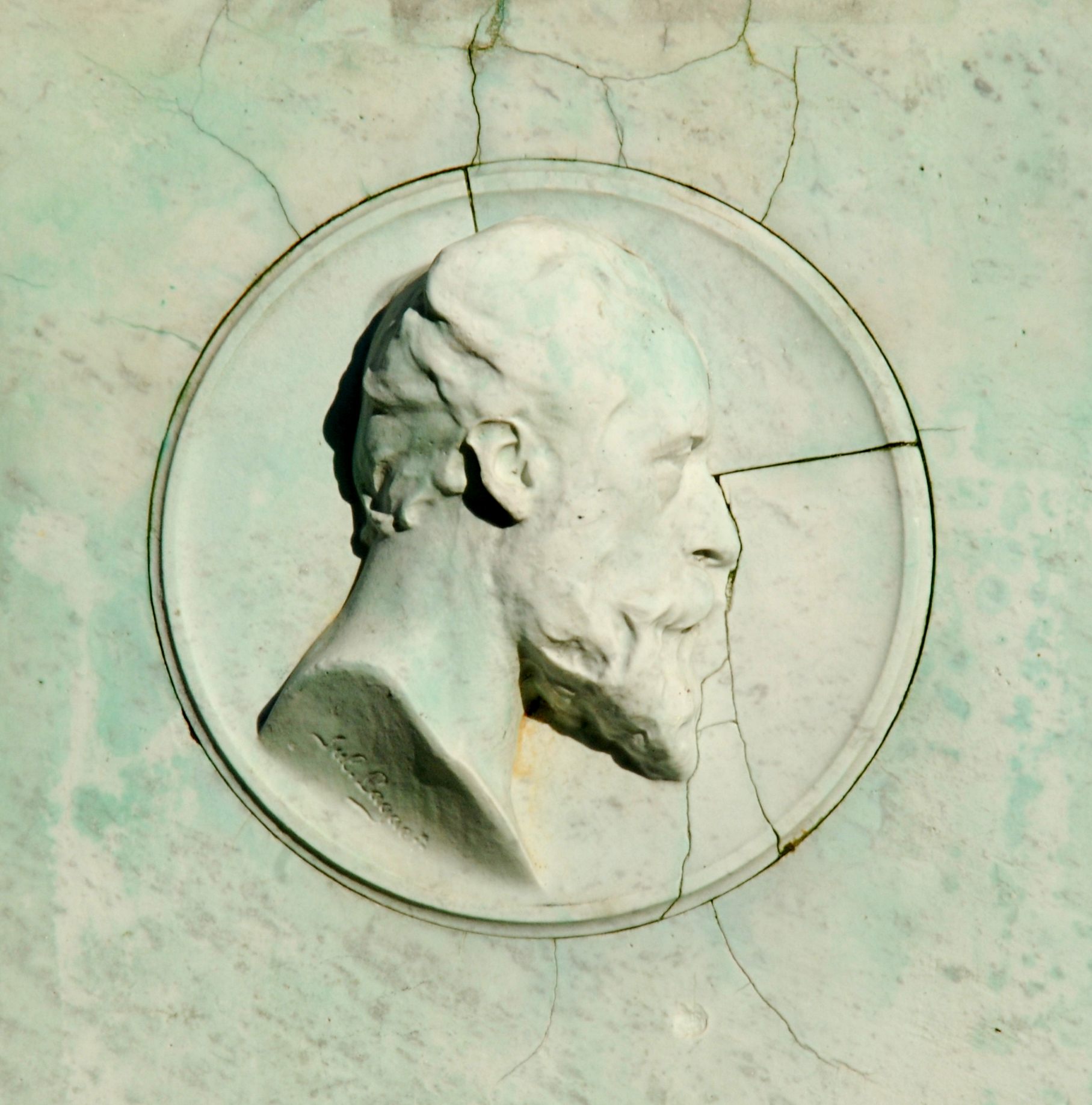
Le médaillon figurant
le portrait de Julien Dillens.

## Description

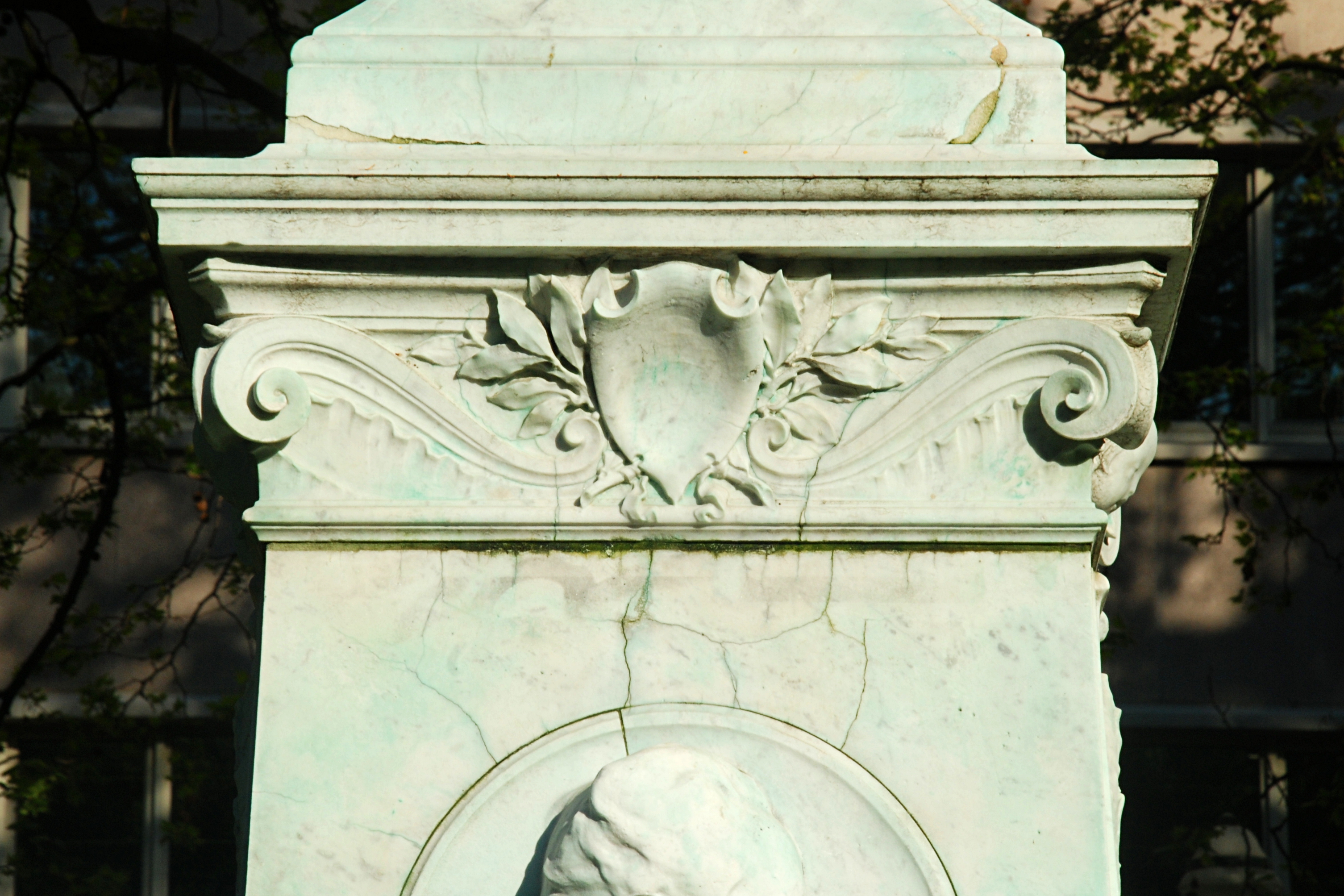
Blason, laurier et volutes.

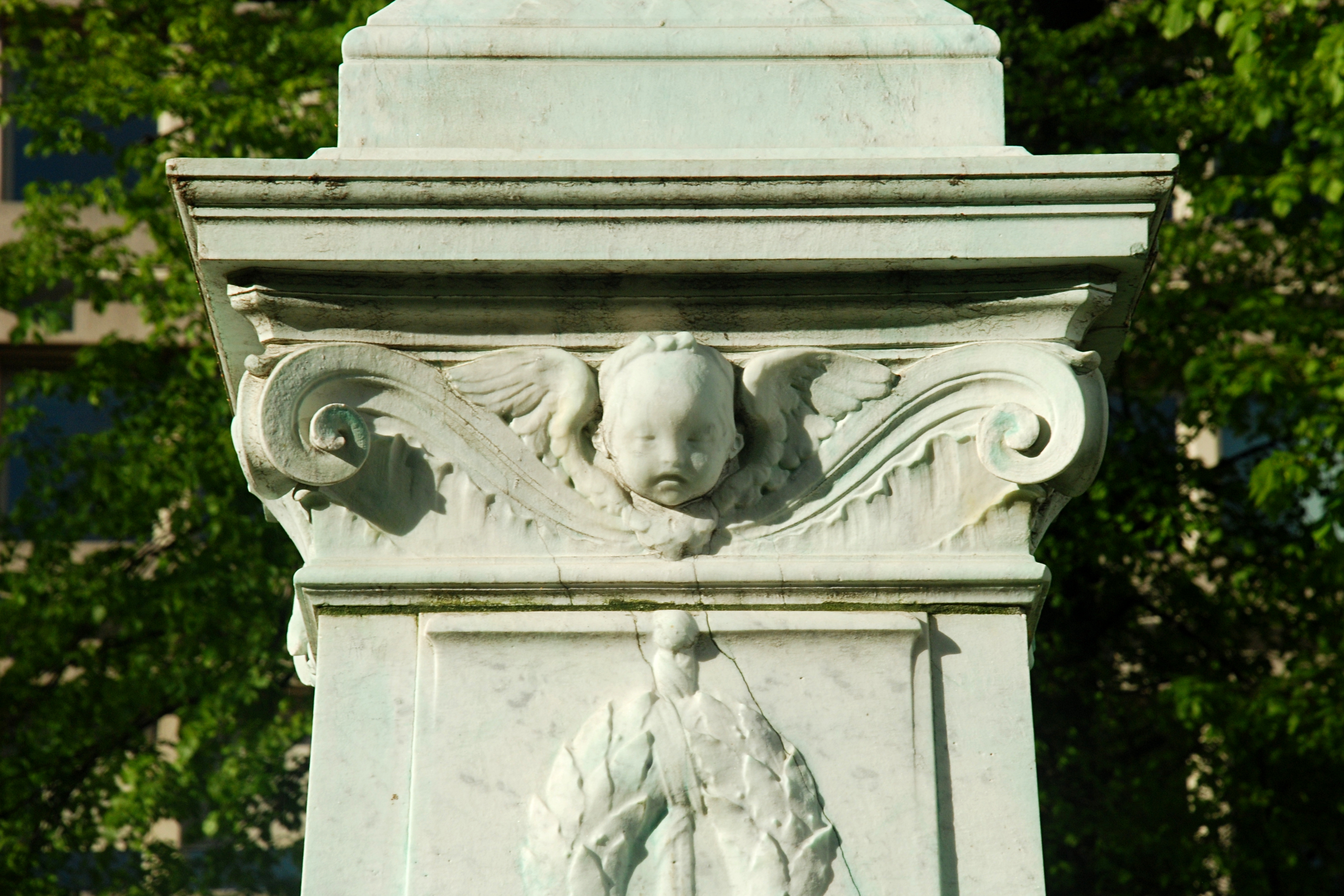
Chérubin et volutes.

La statue qui couronne le monument est une reproduction (agrandie trois fois) en bronze doré de la figurine en ivoire que Dillens exécuta pour la Ville de Bruxelles et qui fut offerte à l'architecte Victor Jamaer lors de l'achèvement de la construction de la Maison du Roi sur la Grand-Place de Bruxelles. Cette reproduction et le médaillon qui orne le piédestal sont l'œuvre du sculpteur Jules Lagae, ami de Julien Dillens.
La statuette originale de Dillens portait une reproduction miniature de l'Hôtel de ville de Bruxelles et de la Maison du Roi, restaurés par Jamaer, mais ces éléments n'ont pas été reproduits sur la statue du monument Dillens.
La statue repose sur un piédestal en marbre blanc. Ce piédestal, qui prend appui sur un socle rectangulaire, est flanqué de volutes à sa base et orné d'un médaillon (signé Jules Lagae) figurant le portrait de Julien Dillens, sous lequel est gravée une dédicace au sculpteur :

« Juliaan Dillens
1849 - 1904 »

Au-dessus du médaillon, le piédestal est orné d'un blason entouré de feuilles de laurier et de feuilles d'acanthe terminées par des volutes.
Les faces latérales du piédestal sont gravées d'ornements figurant les outils du sculpteur, une couronne de laurier et des rubans, surmontés d'une figure de chérubin entouré de volutes.
|  |  |  |

## Accessibilité
| ___ | Ce site est desservi par la station de métro : Trône. |